# Чверть долара (Вашингтон)

Пам'ятні золоті 5 доларів (Пів орла) з нагоди 200-річчя з дня смерті Джорджа Вашингтона 1999 року, з використанням дизайну 25 центів, який розробила Лори Гардін Фрейзер

Чверть долара з Вашингтоном (англ. Washington quarter) — розмінна монета США вартістю 25 центів, випускається в обіг з 1932 року й досі. Монета замінила собою номінал 25 центів «Свобода, що стоїть» й була присвячена першому президенту США Джорджу Вашингтону. Між 1932—1964 роками монета карбувалася зі срібла 900-ї проби, а з 1965 року — з мідно-нікелевим плакуванням. У 1975—1976 роках карбувався ювілейний випуск цієї монети зі зміненим дизайном, присвячений 200-річчю незалежності США. У XXI столітті дизайн монети зазнав системних варіацій: між 1999—2008 роками випущена серія 50 штатів, 2009-го — округу Колумбія і територій США, між 2010—2021 роками — серія із зображенням національних парків США тощо.

## Дизайни 1932—1998 років

### Передумови
2 грудня 1924 року Конгрес США створив Комісію, що займалася підготовкою заходів до 200-річчя з дня народження першого президента США Джорджа Вашингтона. Пам'ятна дата мала відзначатися 1932 року, тому Конгрес хотів підготуватися до цієї події заздалегідь. Президент Калвін Кулідж, в силу своєї посади, очолив комісію, до складу якої увійшли як урядовці, так і відомі приватні особи, зокрема автомобільний промисловець Генрі Форд. 1929 року Герберт Гувер, який до цього був міністром торгівлі, змінив Куліджа як на посаді президента, так і на посаді голови комісії. Однак, до цього часу комісія майже припинила свою дію, практично нічого не роблячи після початкового розсилання пресрелізів. У лютому 1930 року на підставі закону, прийнятим Конгресом, було створено нову групу — Комітет із відзначення 200-річчя з дня народження Джорджа Вашингтона.
Гувер був стурбований випуском у 1920-х роках ювілейних монет з великою кількістю різних дизайнів; він побоювався появи пов'язаної з цим плутанини, що могла піти на користь фальшивомонетникам. Коли Конгрес направив Гуверу законопроєкт щодо нового випуску ювілейних монет, то він 21 квітня 1930 року наклав на нього вето. У своєму докладному посланні, направленому Конгресу разом із повернутим назад законопроєктом, Гувер пояснив свої побоювання з приводу підробок і заявив, що ювілейні монети все одно не мають попиту, бо велика кількість 50 центів з Меморіалом «Орегонський шлях» залишилася нерозпроданою банками.
Комітет із відзначення 200-річчя, бажаючи випустити 1932 року ювілейні 50 центів (пів долара) із зображенням Вашингтона, спробував зняти стурбованість Гувера з цього приводу, запропонувавши йому, щоб на всіх монетах цього номіналу було зображення першого президента США, замість звичної для всіх «Свободи, що йде». Велика депресія призвела до зниження попиту на монети у торгівлі, через що між 1930—1933 роками не було викарбуваного жодної 50-центової монети звичайного типу, а більшість ювілейних монет випускалася тиражем лише у кілька тисяч штук. Найбільшою та найвиразнішою за дизайном монетою цього часу вважався номінал у 50 центів, оскільки «мирний» долар на той час не випускався і не з'являвся в обігу на більшій частині території країни. Якщо ювілейні монети продавалися банками вище номінальної вартості, то заплановані Комітетом 50 центів з Вашингтоном мали стати звичайним випуском Монетного двору США, який карбувався б протягом одного року. Не чекаючи схвалення Конгресу, Комітет розпочав проведення конкурсу серед скульпторів, щодо створення дизайну нової монети. Комітет планував, що один і той самий скульптор спочатку створить дизайн медалі, присвяченої Вашингтону, а потім — монети. Аверс медалі та монети мав виконуватися на основі відомої скульптури Вашингтона, створеної 1786 року французьким скульптором Жаном-Антуаном Гудоном; щодо вибору дизайну реверсу — скульптори не мали обмежень. Згідно з законодавством, дизайн монет затверджувався міністром фінансів США, Ендрю Меллоном, відомим колекціонером та знавцем мистецтва; передбачалося, що він не стане на заваді цьому плану.
Після розгляду представлених робіт Комітет із відзначення 200-річчя та Комісія з образотворчого мистецтва (CFA) зупинилися на ескізах Лори Гардін Фрейзер. Дружина дизайнера 5 центів «Баффало» Джеймса Ерла Фрейзера, Лора Фрейзер на той час вважалася відомим дизайнером монет, що брала участь у створенні кількох ювілейних монет, зокрема, 50 центів з Меморіалом «Орегонський шлях». Ескізи Фрейзер з повернутим праворуч портретом Вашингтона мали використовуватися для медалі і, як очікували члени Комітету та Комісії, для 50 центів..
9 лютого 1931 року представник штату Нью-Джерсі Рендольф Перкінс вніс законопроєкт щодо випуску монети у 25 центів з Вашингтоном, що викликало невдоволення Комітету із відзначення 200-річчя та Комісії з образотворчого мистецтва. Комітет Палати представників з карбування монет, ваг та мір випустив меморандум, в якому говорилося, що дизайн існуючих 25 центів «Свобода, що стоїть» був визнаний незадовільним, і що монета цього номіналу з новим дизайном буде карбуватися не лише 1932 року, але й назавжди замінить попередню. Таким чином, нова 25-центова монета одночасно ставала як вшануванням Вашингтона у зв'язку з його 200-річчям, так і позбавляла Монетний двір США необхідності карбувати більш трудомістку у виготовленні монету старого дизайну. 12 лютого голова Комісії з образотворчого мистецтва Чарльз В. Мур направив до комітету Палати представників листа, в якому виступав проти розміщення Вашингтона на 25 центах та пропонував дати завдання Лорі Фрейзер зобразити його на монеті у 50 центів, із використанням у ній дизайну для медалі. Мура проігнорували, і 4 березня 1931 року Конгрес ухвалив закон, що дозволив випуск 25 центів з Вашингтоном. Відповідно до цього закону, основою для зображення Вашингтона на аверсі мав стати «знаменитий бюст» колишнього президента роботи Жана-Антуана Гудона; Фрейзер створила свій дизайн з урахуванням роботи Гудона.

### Затвердження дизайну

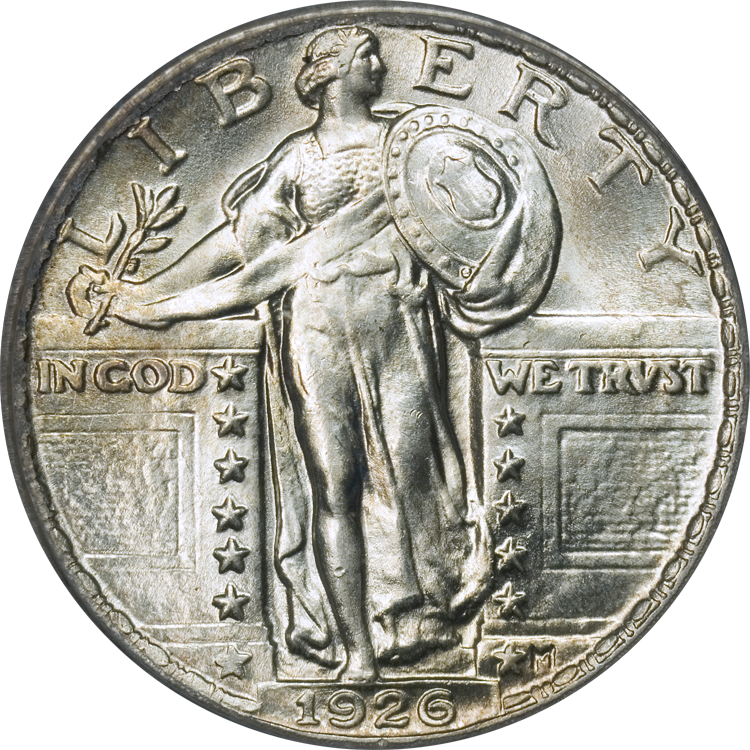
25 центів «Свобода, що стоїть», карбування яких тривалий час викликало виробничі труднощі, після чого 1931 року Конгрес зажадав заміни цієї монети

14 липня 1931 року помічник директора Монетного двору США Мері Маргарет О'Рейлі звернулася до Чарльза В. Мура з листом, у якому просила поради Комісії з образотворчого мистецтва щодо проведення конкурсу на новий дизайн 25 центів. Мур відповів, що оскільки Фрейзер виграла конкурс на дизайн для медалі, тому саме їй варто адаптувати його і для монети. Цього часу, секретар Ендрю Меллона повідомив Мура, заявивши, що оскільки Казначейство не було стороною попередньої угоди щодо дизайну, воно не пов'язане нею і не слідуватиме їй. Після цього Казначейство оголосило конкурс на найкращий дизайн, і коли Комісія з образотворчого мистецтва зібралася для розгляду представлених проєктів як консультант, вона знову обрала варіант Фрейзер. У листопаді 1931 року проєкти було представлено Меллону; він вибрав проєкт Джона Фленегена та повідомив Мура про своє рішення. Мур і член Комісії Адольф Вайнман (автор дизайну 10 центів «Меркурій» та 50 центів «Свобода, що йде») спробували переконати Меллона змінити своє рішення, але домоглися лише згоди надати різним художникам більше часу для доопрацювання їхніх робіт, в результаті вони просили більше часу лише для Фрейзер. 20 січня 1932 року, після повторного подання робіт, Комісія підтвердила свою підтримку проєкту Фрейзер.
12 лютого 1932 року Меллон залишив свою посаду; його змінив Огден Л. Міллс. З приходом нового міністра фінансів — Мур відновив свій протест, надіславши 31 березня Міллсу листа, у якому виступав проти проєкту Фленегена і закликав його підтримати рекомендації Комісії. Міллс, вже поінформований О'Рейлі з питання дизайну 25 центів, 11 квітня зробив відповідь Муру. Секретар Міллса повідомив Мура, що хоча лист голови Комісії змусив міністра зробити запит до скульптора щодо внесення змін у дизайн, але він все одно не скасовуватиме попереднє рішення Меллона. 16 квітня було публічно оголошено про остаточний вибір дизайну Фленегена.
Меллон, що знав, які скульптори представили ті чи інші проєкти, звинувачувався у дискримінації Фрейзер як жінки. Історик з нумізматики Волтер Брін казав: «Є відомості, що Меллон весь час знав, хто представив моделі-переможці, але його чоловічий шовінізм частково або повністю мотивував його небажання допустити перемогу жінки». Тоді як К. Девід Баверс, зазначав, що Меллон неодноразово схвалював проєкти Фрейзер для ювілейних монет, а також проєкти інших жінок, і що жодне тогочасне джерело не говорить про будь-яку його упередженість у цьому плані. Баверс також назвав це припущення «сучасною нумізматичною фантастикою». Дизайн Фрейзер був використаний 1999 року для ювілейної монети у 5 доларів (пів орла), присвяченої 200-річчю смерті Вашингтона, а потім, починаючи з 2022 року, він став використовуватися на аверсі 25 центів.

### Дизайн аверсу

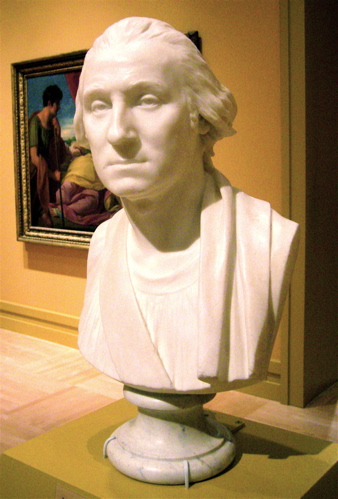
Гіпсова копія бюста Джорджа Вашингтона, роботи Жана-Антуана Гудона 1786 року, яка була використана скульптором Джон Фленеген для створення дизайну 25 центів

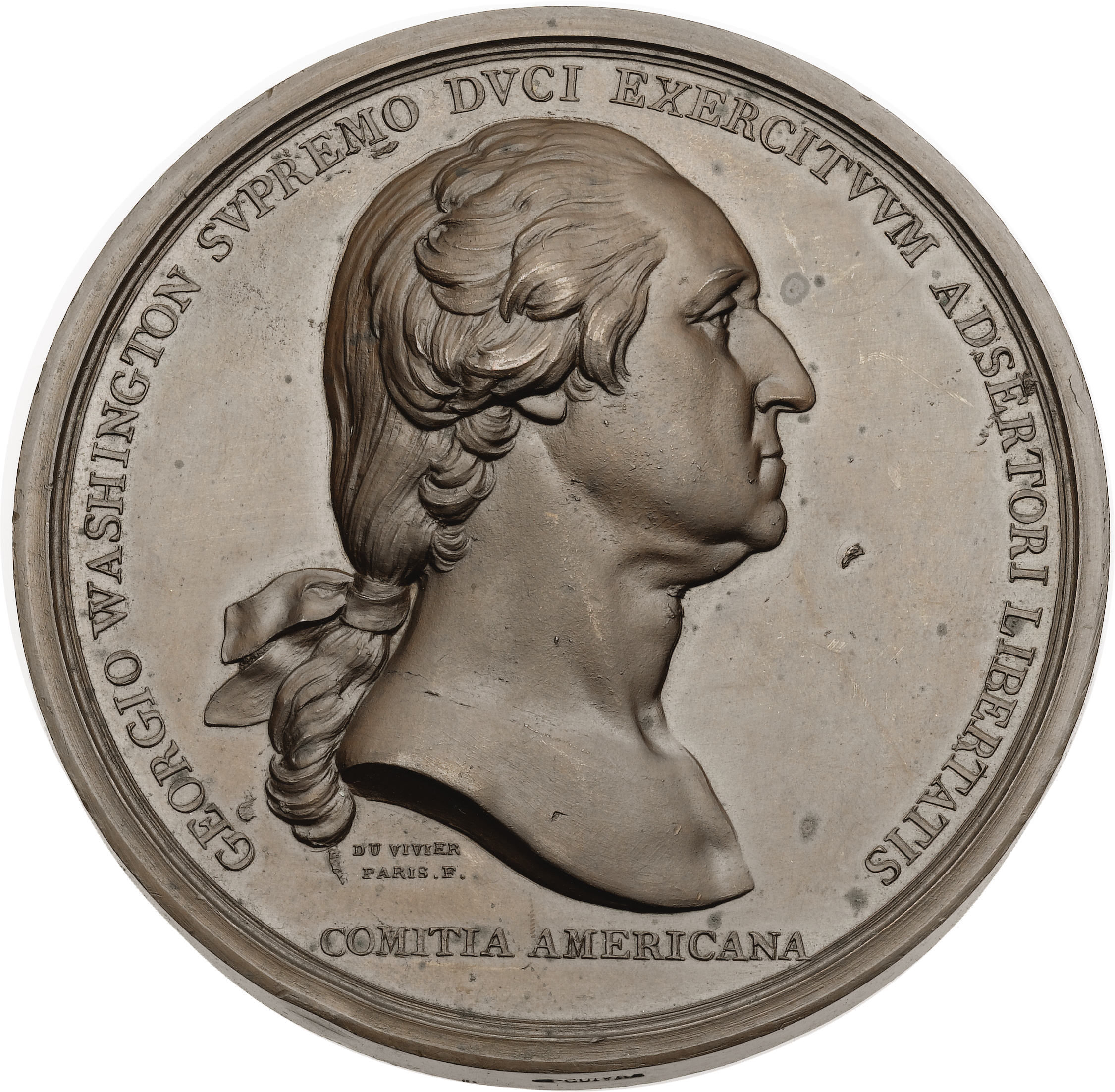
Аверс медалі «Вашингтон перед Бостоном» став першим медальєрним використанням бюста Гудона

1785 року французький скульптор Жан-Антуан Гудон отримав замовлення від Генеральної Асамблеї штату Вірджинія на виготовлення бюста Джорджа Вашингтона, який привів Сполучені Штати до перемоги у війні за незалежність. Гудон був рекомендований для цього замовлення Бенджаміном Франкліном, тодішнім послом США у Франції. Між 6—12 жовтням 1785 року відставний генерал, Вашингтон, перебував у своєму родинному будинку у Маунт-Верноні (округ Ферфакс, штат Вірджинія). Тоді скульптор зробив прижиттєву маску з лиця генерала. Прийомна онука Вашингтона Неллі Кустіс, якій на той час було шість років, пізніше згадувала, що була вражена, побачивши те, як її дід лежить на столі, він їй здавався мертвим, накритим простирадлом і гіпсом для маски. Їй сказали, що в ніздрі Вашингтона було вставлено два пера, які забезпечували йому доступ повітря. Про цей візит свідчить бюст, встановлений у Маунт-Верноні. Після повернення до Парижа Гудон використав зображення генерала Вашингтона в низці скульптурних композицій, у тому числі для мармурової статуї для Генеральної Асамблеї, яка досі стоїть в Капітолії штату Вірджинія.
Надалі, різни скульптори найчастіше брали за зразок роботи Гудона для створення портретів Вашингтона на медалях та інших предметах, починаючи з медалі «Вашингтон перед Бостоном» (1786), вигравіюваної П'єром Симоном Дювів'є. Хоча до 1920-х років лише один американець, Авраам Лінкольн, з'явився на монетах США, бюст Гудона був використаний як основа портрета Вашингтона на ювілейному доларі Лафайєтта (1900) і на 50 центах, присвячених 150-річчю незалежності США. На думку монетного дилера та історика з нумізматики К. Девіда Баверса, бюст Гудона вже тоді був найпоширенішим зображенням Вашингтона на монетах та медалях. Про творчий процес створення дизайну монети Фленегеном відомо небагато, проте на нумізматичному ринку з'являлися моделі 25 центів, виконані Фленегеном, з іншим зображенням Вашингтона, повернутого праворуч, та з іншим орлом. Адаптація Фленегена відрізняється від бюста Гудона деякими деталями, зокрема, формою голови та клубком волосся, якого немає на бюсті.
Мистецтвознавець Корнеліус Вермюле казав про 25 центів Фленегена: «Дизайнер матриці не міг помилитися, взявши за прототип неокласичний образ Гудона… Проте, можна поставити запитання, чи справедливо було нав'язувати художнику, який працював 1932 року, ідеалізований портрет Вашингтона 1785 року. У результаті вийшло щось холодне і неживе». Вермюле припустив, що 25 центів цього типу започаткували в США тенденцію випуску аналогічних портретних монет, зокрема, 5 центів з Джефферсоном і 50 центів з Франкліном. Мистецтвознавець віддавав перевагу варіанту Лори Фрейзер, а реверс Фленегена називав «трохи жорсткою геральдикою з надто великим вінком і надто, або занадто, крупними написами».

### Карбування у сріблі
На початку липня 1932 року газети оголосили, що 25 центів з Вашингтоном перебувають у процесі карбування, і що їх випустять наприкінці місяця, щойно буде зібрано достатню кількість екземплярів для поширення по всій країні. При цьому наголошувалося, що нові 25 центів не пам'ятні.
Нові 25 центів було випущено в обіг 1 серпня 1932 року. Попри відсутність великої потреби в монетах у комерції, було оголошено про карбування шести мільйонів штук на честь 200-річчя Вашингтона. Монети загалом були добре сприйняті, хоча реверс викликав дискусію з приводу того, чи білоголовий орлан на ньому зображений, або якийсь інший. Експерт з орлів, з яким консультувалася газета «The New York Times», дійшов висновку, що це білоголовий орлан.
1932 року було випущено близько 6,2 млн 25-центових монет, з яких 5,4 млн було викарбувано на Філадельфійському монетному дворі. На денверському та сан-францискському монетних дворах було викарбувано понад 400 000 штук, ці тиражі досі є найнижчими у серії. Через невеликий тираж 25 центів денверського карбування 1932 року, лише невелика кількість монетних дилерів змогла їх відкласти у себе, що призвело до дефіциту на монети цього випуску у стані таких, що не були в обігу, або у якості анциркулейтед; в результаті цього існує підробка позначок монетних дворів, 1932-D та 1932-S. 1933 року жоден монетний двір не карбував 25-центові монети, оскільки випуск 1932 року викликав надлишок пропозиції.
На відміну від багатьох попередніх монет, 25 центів з Вашингтоном карбувалися у виключно хорошій якості, із повною передачею всіх елементів дизайну. Така чіткість стала можливою завдяки тому, що малюнок обох сторін монет мав рівномірний за висотою рельєф. Проте, Монетному двору надалі ще неодноразово довелося коригувати дизайн. У зв'язку з цим, стали відомі три різновиди аверсу перших трьох років карбування (1932, 1934 та 1935 роки), які зазвичай мають назви «легкий девіз», «середній девіз» та «важкий девіз» («light motto», «medium motto» та «heavy motto»), в залежності від розташування напису «In God We Trust» («У Бога ми віруємо») ліворуч від голови Вашингтона. Серед монет 1932 року присутній лише перший різновид. Серед монет Філадельфії 1934 року присутні всі три різновиди, а серед випусків Денверського монетного двору того ж року — лише два останні. Серед монет 1935 року, викарбуваних на всіх трьох монетних дворах США, присутній лише «середній девіз». Проте «важкий девіз», ймовірно, виявився найбільш прийнятним для Монетного двору США, оскільки починаючи з 1936 року на всіх підприємствах карбувалися монети лише цього різновиду.

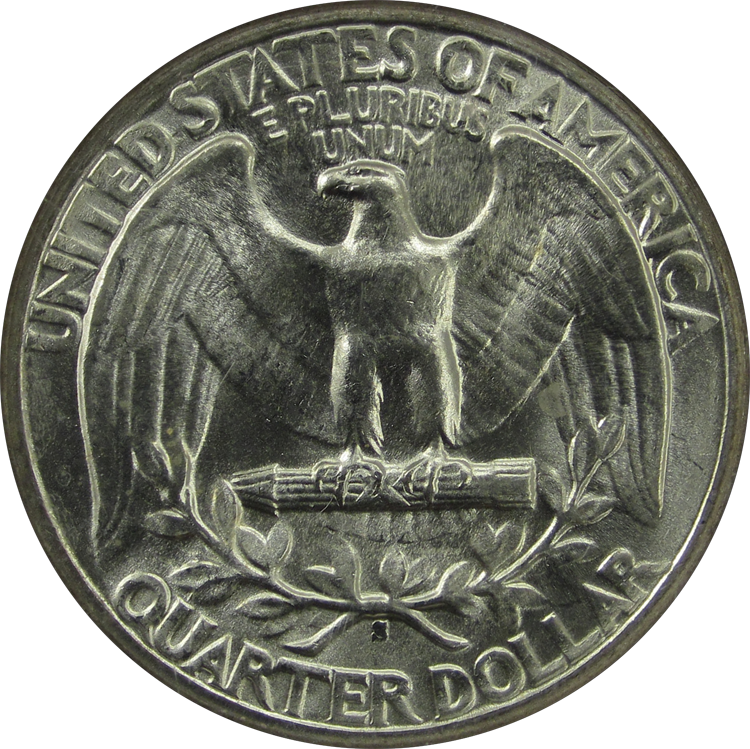
Дизайн реверсу 25-центових монет («квотерів»), що використовувався між 1932, 1934—1974, 1977—1998 роками

З невідомих причин оригінальний пуансон реверсу використовувався лише 1932 року, при відновленні карбування монет 1934-го було використано вже новий пуансон. Оригінальний варіант мав високий обідок реверсу, який до такої міри захищав в обігу від зносу його малюнок, що 25-центові монети 1932 року навіть у поганому стані, зазвичай, мають приблизно однаковий знос з обох сторін. Випуски 25 центів пізніших років мали низький обідок, тому під час обігу вони, як правило, мали більший знос на реверсі.
Коригування дизайну монети тривало до 1964 року, коли її перестали карбувати зі срібла. За цей час її аверс зазнавав змін шість разів. В результаті однієї з ревізій, проведеної 1944 року, ініціали Фленегена на зрізі портрета були деформовані, що було виправлено наступного року. Між 1937—1964 роками для монет у якості пруф, на відміну від звичайних випусків, використовувався дещо інший реверс. Ця відмінність полягала у тому, що на монетах звичайного випуску літери «es» у слові «States» майже торкалися одна до одної, тоді як на екземплярах у якості пруф вони були розділені.
В окремі роки, до 1964-го, кількість випущених монет перевищувала 100 млн штук. Монетний двір у Сан-Франциско, починаючи з 1955-го, як до цього і 1949 року, припинив карбування 25-центових монет.

### Перехід на плакування
1964 року в грошовому обігу США виник гострий монетний дефіцит. У відповідь на зростання цін на срібло населення почало відкладати у себе не лише нову монету, що користувалася великою популярністю, 50 центів з Кеннеді, але й інші номінали, включаючи не срібні одноцентові та 5-центові монети. Того ж року, сподіваючись, що випуск більшої кількості монет дозволить протистояти спекулятивним тенденціям з ними, Казначейство отримало дозвіл Конгресу на продовження карбування монет з датами «1964» 1965 року.
Випуск Монетним двором США монет у сріблі швидко виснажив його запаси у Казначействі. Ціни на цей метал зростали настільки, що на початок червня 1965 року вартість одного долара срібними монетами складала за ринковими цінами 93,3 центи. 3 червня 1965 року президент Ліндон Джонсон оголосив про плани відмови від використання срібла для 10- та 25-центових монет на користь плакованої композиції, де обидва боки монети складалися з мідно-нікелевого шару, що вкривав її мідну серцевину. Тоді як у 50-центових монетах вміст срібла був знижений з 90 % до 40 %. У липні 1965 року Конгрес прийняв Закон про карбування монет, згідно з яким Монетний двір почав випускати замість срібних (з датою 1964 року) плаковані монеті (з датою 1965 року). 1 серпня 1966 року Монетний двір почав карбувати монети з датою «1966», тобто відновив звичайну практику нанесення на них дати поточного року.
Між 1965—1967 роками 25-центові монети нового плакованого типу випускалися без позначок монетних дворів, незалежно від місця їх карбування. Починаючи з 1968 року, практику використання позначок монетних дворів було відновлено, за винятком підприємства у Філадельфії, де продовжували випускати монети без них. Також була відновлена робота Монетного двору у Сан-Франциско, проте з 1968 року він карбував 25 центів лише для колекціонерів, в основному у якості пруф. У зв'язку з початком карбування плакованих, Монетний двір вирішив внести корективи в оформленні їх обох сторін, знизивши рельєфність (внесені зміни реверсу також присутні на деяких срібних 25 центах 1964 року). 1974 року незначних змін зазнав аверс, деякі його деталі стали чіткішими. Позначки монетних дворів на 25 центах, випущених після 1967 року, розташовувалися у нижній правій частині аверсу, праворуч від шиї Вашингтона.
Починаючи з 1976-го та протягом наступних двадцяти років гравери Монетного двору кілька разів змінювали дизайн. Між 1977—1979 роками 25 центів карбувалися на Монетному дворі у Вест-Пойнті, але на них при цьому не ставилася його позначка. Починаючи з 1980 року Філадельфійський монетний двір почав ставити на монетах свою позначку «P». Монети 1982 і 1983 років, випущені у Філадельфії та Денвері, коштують серед колекціонерів дорожче за номінальну вартість, якщо вони мають майже ідеальний стан.
З 1992 року Монетний двір почав продавати набори срібних монет у якості пруф, включаючи 25 центів, викарбуваних зі срібла 900-ї проби. Хоча президент Джордж Буш підписав закон, що дозволяв випуск цих монет 1990 року, їхнє карбування почалося лише 1992-го, через труднощі з отриманням достатньої кількості монетних заготовок зі срібла 900-ої проби.

### Пам'ятні монети до 200-річчя незалежності США

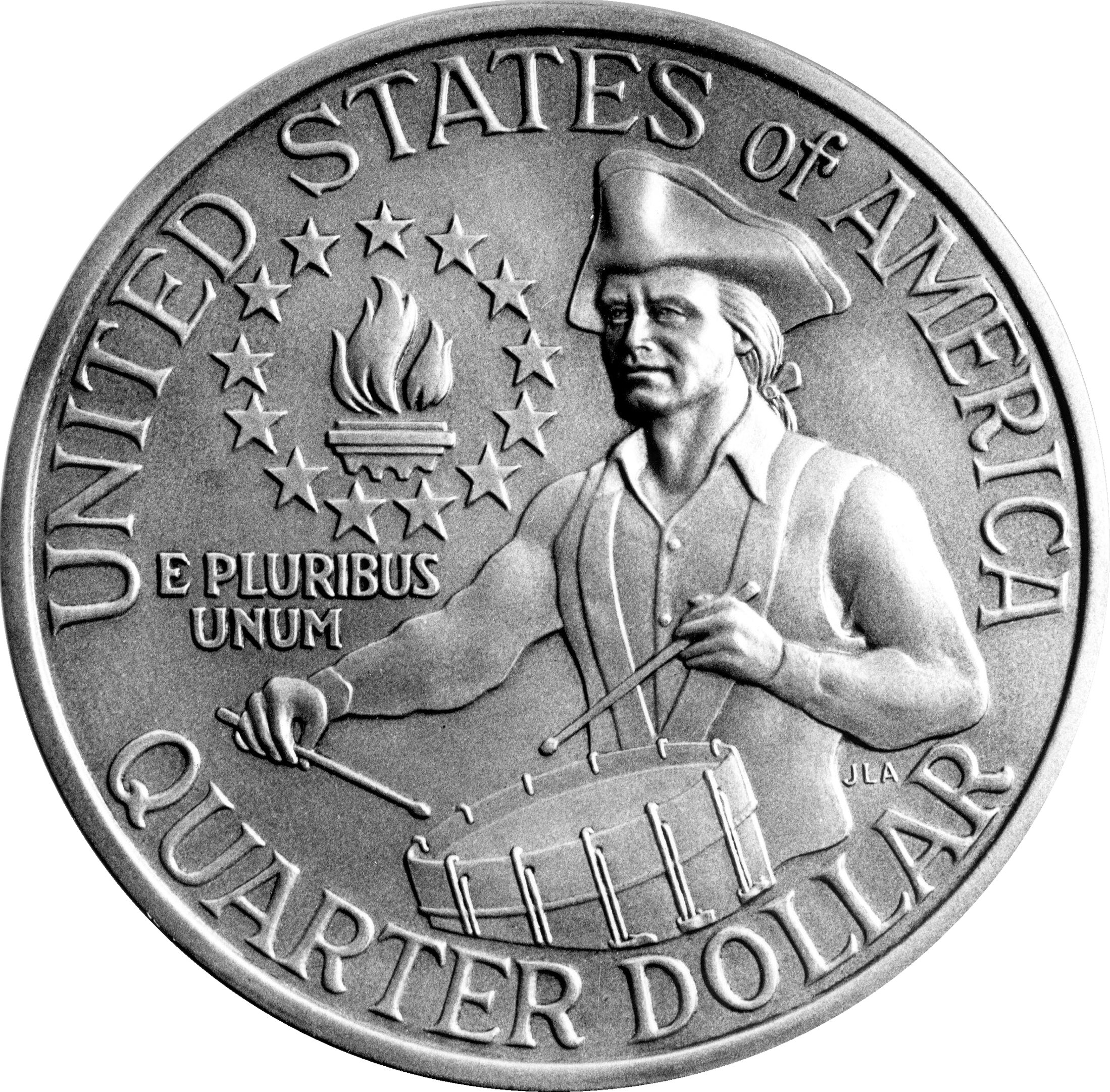
Реверс ювілейних 25 центів до 200-річчя США 1976 року

У січні 1973-го член Палати представників, Річард К. Уайт, вніс законопроєкт про випуск 1976 року ювілейних однодоларових та 50-центових монет до 200-річчя незалежності США. 6 червня директор Монетного двору Мері Брукс доповідала перед комітетом Конгресу, що відповідав за карбування монет, і, відповідаючи на побоювання його членів щодо тимчасової зміни дизайнів двох найменш використовуваних в обігу номіналів, теж погодилася підтримати цю пропозицію. 18 жовтня 1973 року президент Річард Ніксон підписав закон про тимчасову зміну дизайну для всіх монет трьох номіналів, випущених після 4 липня 1975 року і викарбуваних до 1 січня 1977 року. На цих монетах ставилася подвійна дата «1776—1976». Крім монет звичайного типу, Конгрес зобов'язав викарбувати 45 млн монет, присвячених 200-річчю, зі срібла 400-проби. Побоюючись створення малотиражних монет, які населення може почати у себе відкладати (як це нещодавно сталося з монетами центових номіналів), що своєю чергою призвело б до появи дефіциту 25-центових монет, у грудні 1974 року Монетний двір отримав дозвіл Конгресу на продовження карбування однодоларових, 25- та 50-центових номіналів звичайного типу, з датою «1974», до початку випуску ювілейних монет, присвячених 200-річчю. Відповідно, не існує 25-центових монет з датою 1975 року. Було викарбувано майже два мільярди 25-центових монет присвячених 200-річчю, оскільки Монетний двір прагнув випустити з ними багато сувенірної продукції, присвяченої ювілею. Монетний двір продавав набори зі срібних монет у якості анциркулейтед та пруф понад десять років, лише наприкінці 1986 року продаж було припинено. Дизайн Джека Л. Ахра з барабанщиком, представником американських колоній XVIII століття, що зображався на реверсі 25 центів до 200-річчя, після 1976 року була замінений на оригінальний реверс Фленегена.

## Дизайни після 1999 року

### Серія «50 штатів США»

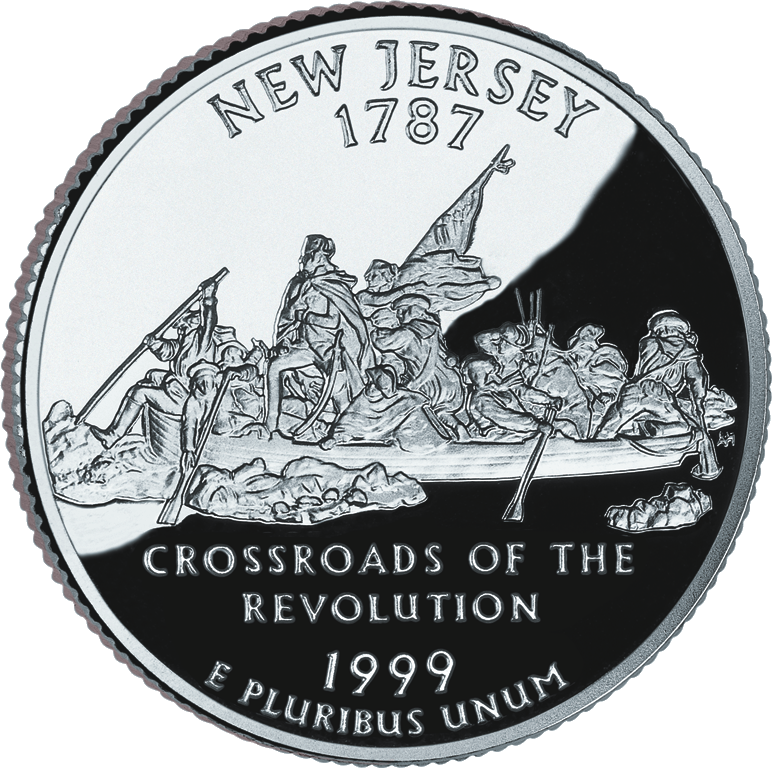
25 центів 1999 року, присвячені штату Нью-Джерсі

На слуханнях в Конгресі у червні 1995 року директор Монетного двору Філіп Н. Діл й відомі нумізмати закликали прийняти закон щодо випуску серії циркуляційних пам'ятних монет, аналогічних 25-центовим монетам, які нещодавно випустила Канада, кожна з яких зображала її провінції. 1996 року Конгрес відповів на цей запит ухвалою Закону щодо пам'ятних монет США, підписаного президентом Біллом Клінтоном 20 жовтня того року. Закон давав завдання Монетному двору вивчити питання доцільності випуску серії пам'ятних 25-центових монет. Монетний двір вивчив належним чином це питання і подав звіт зі схвальним висновком. Хоча закон наділяв міністра фінансів Роберта Рубіна повноваженнями підготувати звіт, де вже було б обрано дизайни нових монет, він вирішив за краще дочекатися рішення Конгресу відносно цього. У результаті 1 грудня 1997 року президент Клінтон підписав закон про програму випуску пам'ятних монет, присвячену 50 штатам. Відповідно до цього закону на нових 25-центових монетах зображався кожен із 50 штатів, а починаючи з 1999-го щороку мало випускатися по п'ять їхніх видів, причому послідовність випуску визначалася порядком входження штату до складу країни. Згідно з законом, міністру фінансів дозволялося визначати місце розташування на монетах таких обов'язкових легенд, як «in god we trust»; в результаті, задля розміщення доволі просторих зображень на реверсі, написи «United States of America» та «quarter dollar» були перенесені на аверс, а бюст Вашингтона було трохи зменшено. Дизайн монети з тим чи іншим штатом вибирався міністром за рекомендацією губернатора штату.
У рамках серії «50 штатів» Монетний двір займався продажем колекційних варіантів монет у якості пруф (включаючи екземпляри, викарбувані зі срібла 900 проби). Також продавалася велика кількість нумізматичних товарів (включаючи роли та пакетики з монетами, колекційні географічні карти з комірками для монет, та інші предмети), покликанням яких було стимулювання колекціонування монет серед населення. За оцінками Монетного двору, прибуток держави від продажу монет населенню (сеньйораж) та інших надходжень склав 3 млрд доларів.

### Серія «Округ Колумбія та території США»

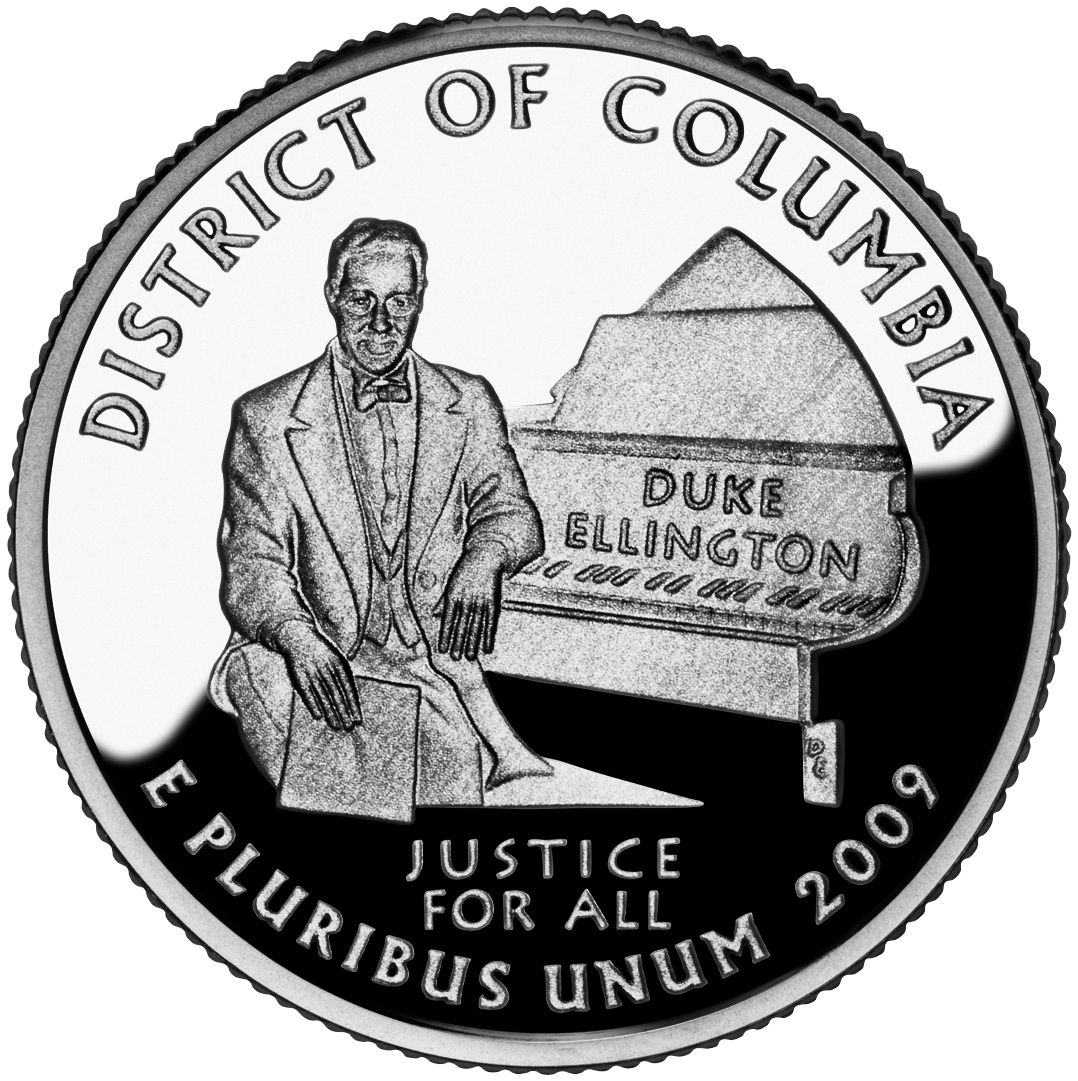
25 центів, присвячені округу Колумбія (2009)

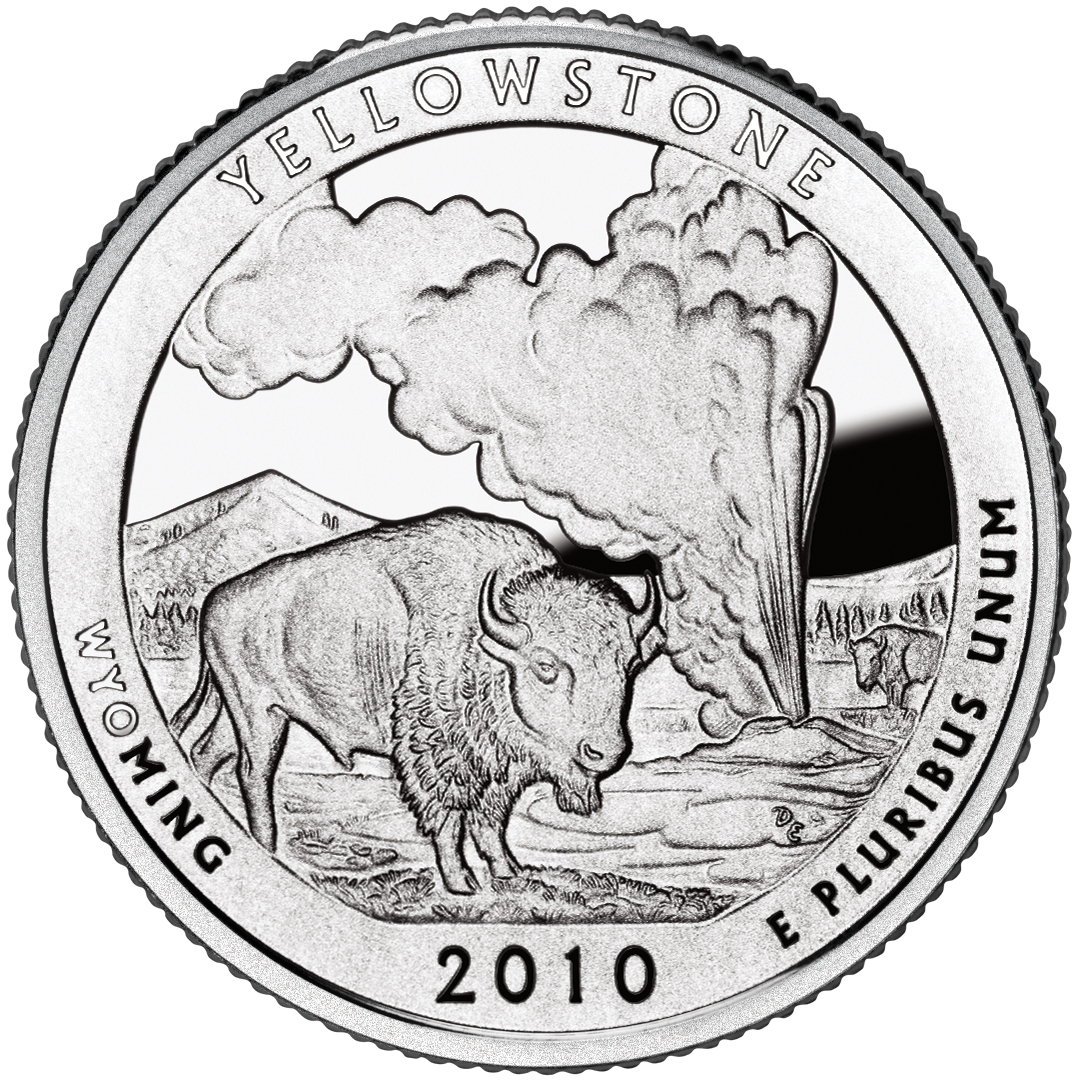
25 центів, присвячені Єллоустоунському національному парку (2010)

Законопроєкт щодо випуску монет, присвячених округу Колумбія та територіям США, чотири рази приймався Палатою представників, але щоразу не доходив до розгляду його Сенатом. Положення, що санкціонують таку програму, були включені до законопроєкту про термінові асигнування і прийняті в грудні 2007 року. В результаті, 2009 року була викарбувана серія 25-центових монет, присвячених округу Колумбія та територіям США, яка зберегла дизайн аверсу із зображенням Вашингтона, а дизайни реверсів становили собою округ Колумбія, Пуерто-Рико, Гуам, Американське Самоа, Віргінські острови та Північні Маріанські Острови.

### Серія «Національні парки США»
2008 року Конгрес ухвалив Закон про випуск серії 25-центових монет «Найкрасивіші національні парки Америки». Цей закон передбачав випуск 56 монет, по одній для кожного штату чи іншої юрисдикції, між 2010—2021 роками (по п'ять видів монет щороку). На кожній монеті зображалися об'єкти Служби національних парків або національні ліси США (по одному на кожну юрисдикцію). У дизайні монет була застосована «реставрація» портрету Вашингтона, виконаного Фленегеном, в результаті цього його деталі стали більш чіткими. На додаток до звичайних обігових та колекційних випусків монет серії «Національні парки», карбуються срібні злитки вагою 5 тройських унцій (160 г), що мають їхні дизайни.
У травні 2012 року Монетний двір оголосив про плани випуску на Монетному дворі у Сан-Франциско, вперше з 1954 року, 25-центових монет звичайної обігової якості, які продаватимуться лише з націнкою до номіналу у пакетиках та ролах. В результаті були викарбовані п'ять видів монет серії «Національні парки» 2012 року. Також це був перший випуск монет звичайної обігової якості, викарбуваних в Сан-Франциско з 1983 року загалом (коли були випущені одноцентові монети з Лінкольном, без позначки монетного двора), і перші монети з позначкою монетного двору «S» з часів випуску долара з Ентоні 1981 року (карбувався лише для монетних наборов). Крім цього, з 2019 року на постійній основі випускаються срібні версії 25-центових монет зі срібла 999-ї проби, до цього використовувалося срібло 900-ї проби. Також 2019 року Монетний двір США викарбував на Монетному дворі у Вест-Пойнті 2 000 000 штук 25-центових монет кожного виду, у звичайній обіговій якості, із познакою «W». Вони випускалися в обіг впереміш з новими монетами, випущеними у Філадельфії та Денвері. Ця практика продовжилася і 2020 року, коли на монетах з позначенням 2020-W була нанесена прихована позначка «V75» усередині невеликого картушу, розташованого на аверсі.

### 2021: Повернення до первинного аверсу

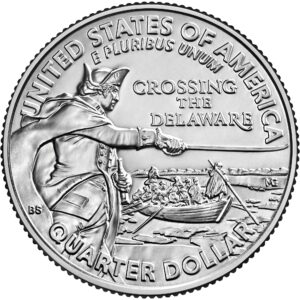
25 центів з Вашингтоном, який перетинає річку Делавер (2021)

Через те, що серія з 56 монет «Національні парки» не була випущена у повному обсязі до кінця 2018 року, як того вимагав законопроєкт від 2008 року, міністром фінансів Стівеном Мнучіним був продовжений випуск решти монет. В результаті цього, випуск всієї серії був завершений 2021 року.
Після цього 2021 року на 25-центових монетах відбулося повернення до оригінального дизайну аверсу Фленегена, а їхній реверс містив нове зображення, де Вашингтон перетинає річку Делавер у ніч на 25 грудня 1776 року. Проєкти нової монети розглядалися ще у жовтні 2019 року на засіданні Консультативного комітету з питань карбування монет, після чого остаточний вибір концепції її оформлення зробив Стівен Мнучін. 25 грудня 2020 року Монетний двір оголосив, що найбільш вдалим дизайном виявилася робота Бенджаміна Совардса, створена за скульптурою Майкла Гаудіозо. 25 центів цього типу надійшли в обіг 5 квітня 2021 року і карбувалися до кінця цього року.

### Закон про редизайн монет 2020 року
2020 року був ухвалений Закон про редизайн циркуляційних колекційних монет, який затвердив випуск трьох серій 25-центових монет нового дизайну, що мали надійти в обіг протягом десятиліття. Таким чином, між 2022—2025 роками Монетний двір отримав право карбувати щороку по п'ять видів монет із зображенням видатних американок, при цьому вони мають оновлений дизайн аверсу з портретом Вашингтона. 2026 року також було заплановано випуск п'яти видів нових монет, що представлятимуть 250-річчя незалежності США. Між 2027—2030 роками Монетний двір планує випускати ще п'ять видів нових монет щороку, що демонструватимуть молодіжні види спорту. 2027 року планується зміна дизайну аверсу 25 центів, при цьому навіть після 2030 року на них так само буде зображений Вашингтон.

### Серія «Американські жінки»
На 2022—2025 роки запланована програма, згідно з якою випускається серія 25 центів, присвячена американським жінкам. Щороку карбується по п'ять видів монет. Серія відображає досягнення та внесок жінок у різні галузі американської історії та розвитку. На аверсі монет зображається портрет Вашингтона роботи Лори Фрейзер, який створювався для першого випуску 25 центів 1932 року.

Аверси п'яти типів 25-центових монет 1932—2022 років
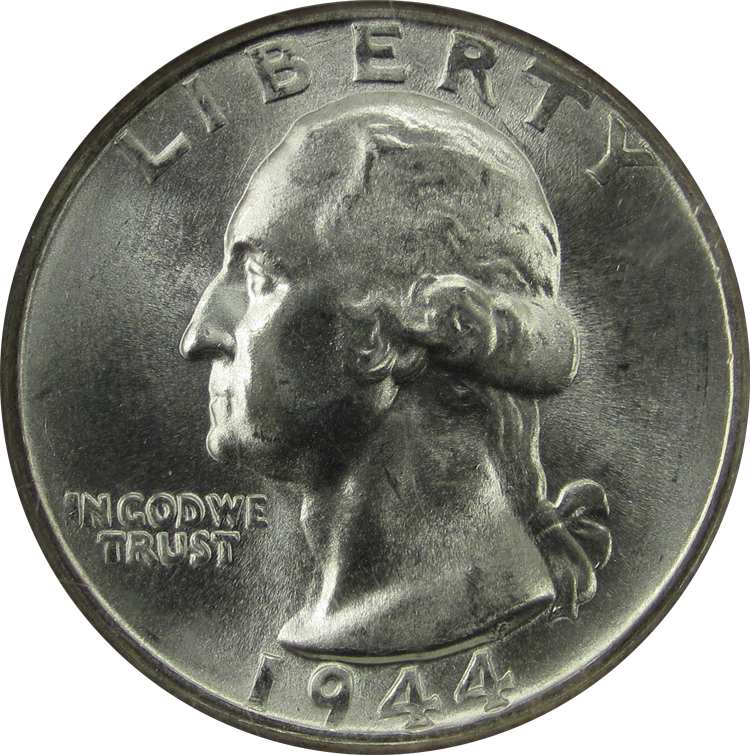
1932—1964: срібло 900-ї проби (знак мон. двору на реверсі)
1965—1974, 1977—1998: мідно-нікелеве плакування (знак мон. двору на аверсі)
1975—1976: «200-річчя незалежності США»; мідно-нікелеве плакування (знак мон. двору на аверсі)
1999—2009: «Штати та території США»; мідно-нікелеве плакування (знак мон. двору на аверсі)
2010—2021: «Національні парки США»; мідно-нікелеве плакування (знак мон. двору на аверсі)
2022: «Американські жінки» мідно-нікелеве плакування (знак мон. двору на аверсі)